# Neckera guyanensis
Neckera guyanensis là một loài rêu trong họ Neckeraceae. Loài này được Mont. mô tả khoa học đầu tiên năm 1856.